# Sender Betzdorf-Weißenstein

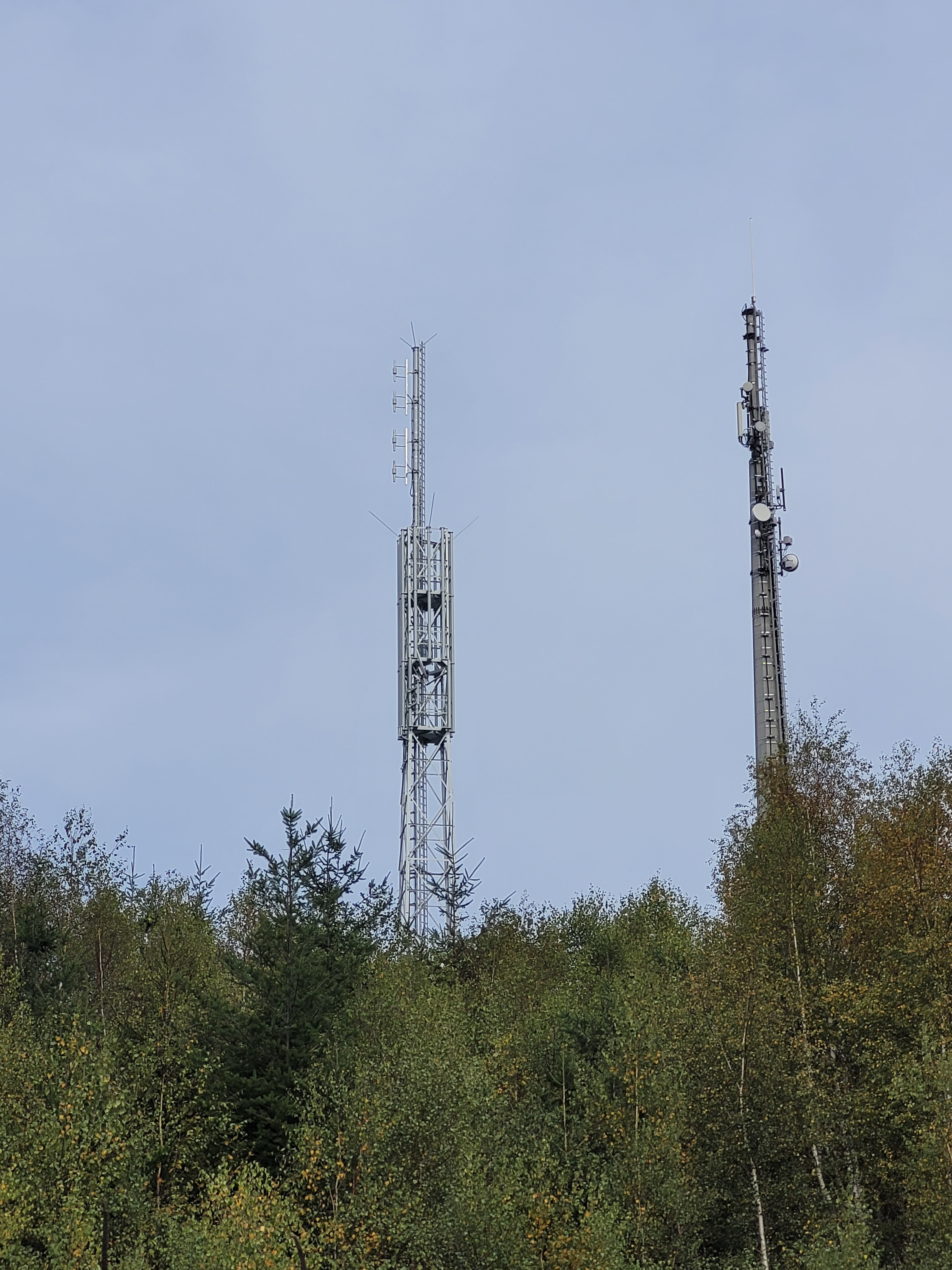
Weißenstein West mit neuer DAB-Antenne

Ehemaliger TV-Umsetzer für das 2. und 3. Programm in Herdorf-Dermbach

Unter der Bezeichnung Sender Betzdorf-Weißenstein werden mehrere Sendeanlagen von der Deutschen Funkturm, der Telefonica Deutschland und des Südwestrundfunks am nördlichen Ortsrand von Offhausen im Kreis Altenkirchen in Rheinland-Pfalz zusammengefasst. Die auf einer Höhe von 470 Metern stehenden Anlagen dienen der Funkversorgung des nördlichsten Teils von Rheinland-Pfalz und des Siegerlandes. Von hier können das Siegtal von Wissen bis Siegen, das Hellertal von Betzdorf bis Neunkirchen sowie das Asdorftal und das Wildenburger Land gut erreicht und versorgt werden.

## Frequenzen und Programme

### Analoges Radio (UKW)
Vom östlichen Fernmeldeturm wird das Radioprogramm von bigFM verbreitet.
| Frequenz (MHz) | Programm | RDS PS   | RDS PI | Regionalisierung | ERP (kW) | Antennendiagramm rund (ND)/gerichtet (D) | Polarisation horizontal (H)/vertikal (V) |
| -------------- | -------- | -------- | ------ | ---------------- | -------- | ---------------------------------------- | ---------------------------------------- |
| 107,7          | bigFM    | _bigFM__ | D3A9   | Rheinland-Pfalz  | 0,5      | D                                        | H                                        |

### Digitales Radio (DAB+)
Digitaler Hörfunk im DAB+-Standard wird seit 14. Dezember 2022 ausgestrahlt. Die Verbreitung des landesweiten Multiplexes des SWR erfolgt in vertikaler Polarisation im Gleichwellennetz (Single Frequency Network) mit anderen Sendern. Dafür wurde im Oktober 2022 im Auftrag des SWR der neue westliche Sendemast mit Sat-Zuführung aufgebaut. Die Sendeanlage war bereits 2019 angekündigt worden, die Realisierung verschob sich jedoch aus verschiedenen Gründen mehrfach.
| Block                 | Programme | ERP (in kW) | Antennendiagramm rund (ND), gerichtet (D) | Gleichwellennetz (SFN) |
| --------------------- | --- | ----------- | ----------------------------------------- | --- |
| 11A SWR RP (D__00217) | DAB-Block des SWR: - SWR1 RP (96 kbps) - SWR Kultur (96 kbps) - SWR3 (Rheinland-Pfalz) (96 kbps) - SWR4 KL (88 kbps) - SWR4 KO (88 kbps) - SWR4 LU (88 kbps) - SWR4 MZ (88 kbps) - SWR4 TR (88 kbps) - DASDING (96 kbps) - SWR Aktuell (72 kbps) - bigFM (72 kbps) - RPR1. (überregional) (72 kbps) - Rockland Radio (überregional) (72 kbps) - EPG (24 kbps) - TPEG (16 kbps) | 2           | D                                         | - Region Kaiserslautern: Bornberg, Kaiserslautern (Rotenberg), Kettrichhof, Zweibrücken - Region Koblenz: Ahrweiler (Schöneberg), Alf-Bullay, Altenahr (Oberes Ahrtal), Bad Marienberg, Betzdorf (Weißenstein), Diez, Koblenz (Dieblich-Waldesch), Linz am Rhein - Region Ludwigshafen: Weinbiet - Region Mainz: Bad Kreuznach (Bad Münster am Stein), Donnersberg, Mainz-Kastel, Oberdiebach (Lorch) - Region Trier: Bitburg, Bleialf, Daleiden, Haardtkopf, Idar-Oberstein, Kirn, Palzem, Schartenberg (Eifel), Niedersgegen, Saarburg, Traben-Trarbach, Trier (Markusberg) |

### Analoges Fernsehen
Bis zur Umstellung auf DVB-T wurde von diesem Standort unter der Bezeichnung „TV-Umsetzer Mudersbach“ das 1. Programm der ARD in analogem PAL vom Sender Bad Marienberg vorwiegend in das Siegtal nach Mudersbach und Brachbach umgesetzt. Das ZDF und Südwest 3 wurden von einem weiteren TV-Umsetzer auf dem Höhenzug zwischen Brachbach und Dermbach verbreitet. Seit Abschaltung des analogen Fernsehens im Jahr 2008 nutzte Telefonica Deutschland noch viele Jahre den Antennenmast, bevor man im Laufe des Sommers 2024 die Mobilfunkantennen von dort auf den neuen Sendeturm verlagerte. Der alte Turm wurde im Herbst 2024 vollständig zurückgebaut.